# 斯提尔波
斯提尔波（或譯斯底爾波，英語：Stilpo，前380年—前300年），哲学家，麦加拉哲学学派的第三任领袖。在他的领导下，该学派成为希腊最受欢迎的哲学学派。他撰写了约二十篇对话，现仅存若干。